# جامي مكلين
جامي مكلين (بالإنجليزية: Jamie McClen)‏ (13 مايو 1979 في المملكة المتحدة - ) هو لاعب كرة قدم بريطاني في مركز الدفاع. لعب مع شروزبري تاون ونادي ماذرويل ونيوكاسل يونايتد وهاميلتون أكاديميكال ونادي بليث سبارتانز ونادي غيتزهد ونادي كيدرمينستر هاريرز لكرة القدم ونادي كارلايل يونايتد ونيوكاسل بلوستار ‏ وبيدلينجتون تيريرز ‏ وMorpeth Town A.F.C. ‏ وNewcastle F.C. ‏.

## وصلات خارجية
- جامي مكلين على موقع قاعدة بيانات كرة القدم.إي يو (الإنجليزية)
- جامي مكلين على موقع Soccerbase.com (لاعب) (الإنجليزية)
- جامي مكلين على موقع عالم كرة القدم.نت (الإنجليزية)